# Bouxières-aux-Bois
Bouxières-aux-Bois är en kommun i departementet Vosges i regionen Grand Est (tidigare regionen Lorraine) i nordöstra Frankrike. Kommunen ligger i kantonen Dompaire som tillhör arrondissementet Épinal. År 2022 hade Bouxières-aux-Bois 144 invånare.

## Befolkningsutveckling
Antalet invånare i kommunen Bouxières-aux-Bois
| Referens: INSEE |